# Encyclia bracteata
Pour les articles homonymes, voir Encyclia et Bracteata.
Espèce
Classification phylogénétique
Synonymes
- Epidendrum bracteatum Barb.Rodr., Gen. Spec. Orchid. 1: 52 (1877), nom. illeg.
- Epidendrum pabstii A.D.Hawkes, Orquídea (Rio de Janeiro) 18: 177 (1957)
- Epidendrum pusillum Rolfe, Gard. Chron., III, 16: 669 (1894), nom. illeg.

Encyclia bracteata est une espèce d'orchidées. C'est une espèce originaire d'Amérique centrale.